# NGC 4473
NGC 4473 (другие обозначения — UGC 7631, MCG 2-32-93, ZWG 70.125, VCC 1231, PGC 41228) — эллиптическая галактика (E5) в созвездии Волосы Вероники.
Этот объект входит в число перечисленных в оригинальной редакции «Нового общего каталога». Галактика открыта У. Гершелем 8 апреля 1784 года.

Галактика принадлежит к Скоплению Девы, а также составляет часть так называемой цепочки Маркаряна.

## Исследования
В ходе исследований, проводимых в Йельском университете с помощью телескопа Национальной обсерватории оптической астрономии, были обнаружены нити тёплого газа (в основном ионизированного водорода), образующие перемычку между галактикой NGC 4438 и галактикой М86.
Предполагается, что нити образовались в результате высокоскоростного столкновения галактик (М86 намного тяжелее, чем NGC 4438). В результате подобного столкновения межзвёздный газ разогревается, что препятствует образованию устойчивых газовых скоплений, из которых позднее могли сформироваться новые звёзды.
В центре галактики находится сверхмассивная чёрная дыра с массой около 100 млн M⊙.